# Besigheim
Besigheim est une ville allemande située en Bade-Wurtemberg, dans l'arrondissement de Ludwigsbourg.

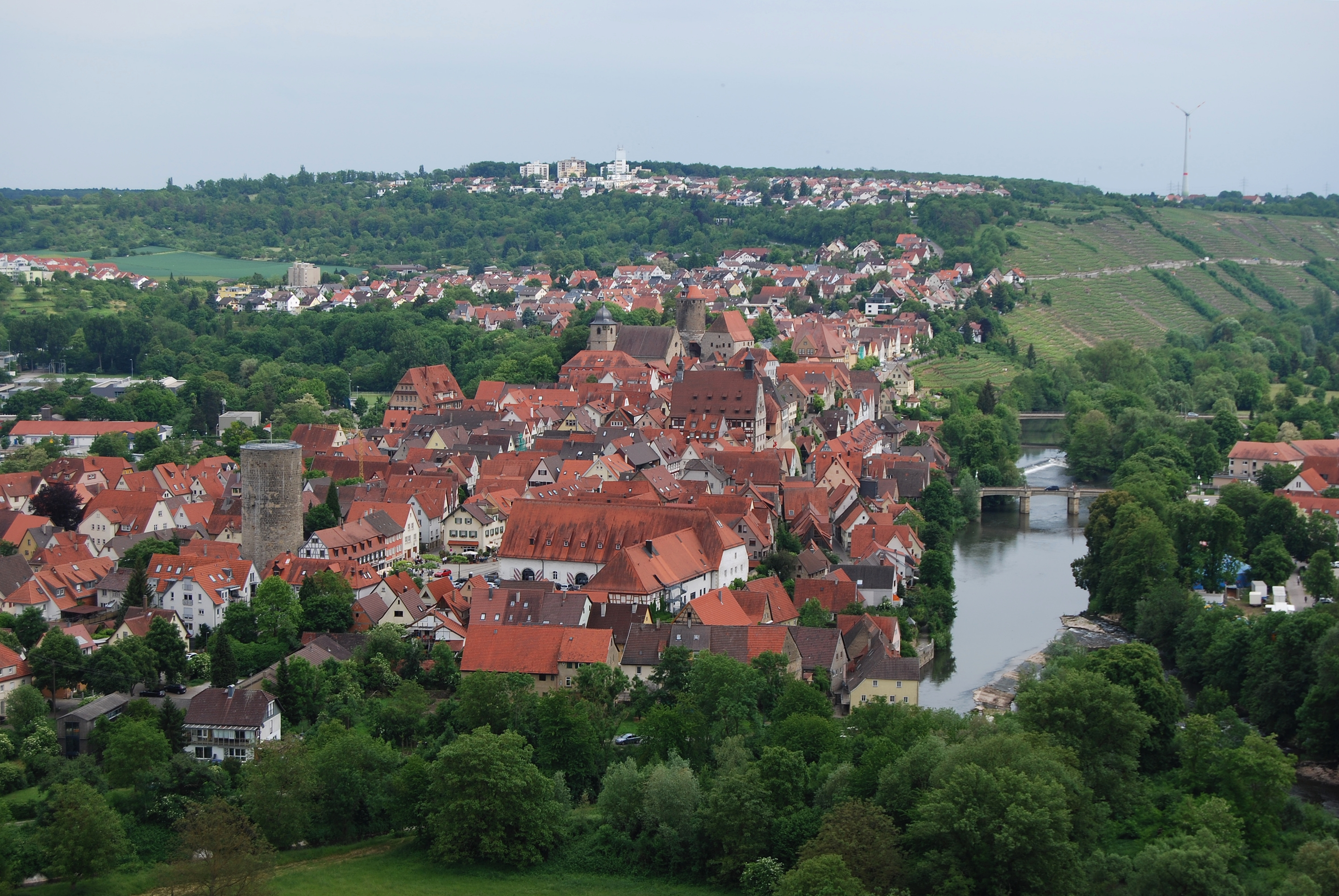
Besigheim et la Neckar en 2015